# Alim (Bischof)

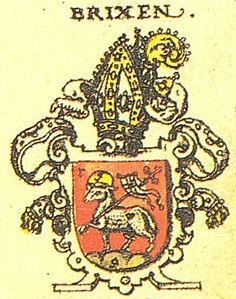
Wappen des Bistums Brixen nach Siebmachers Wappenbuch

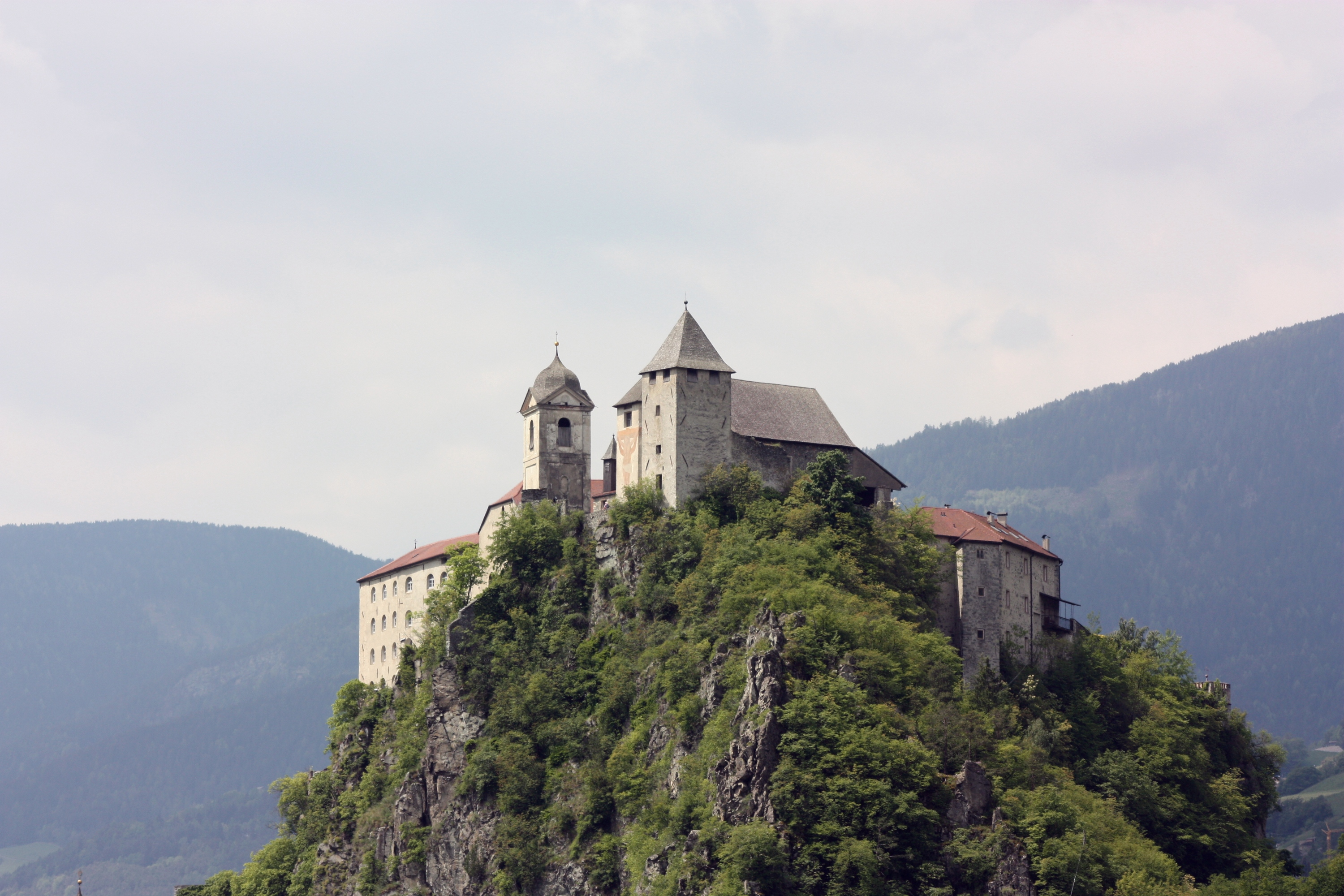
Bischofssitz Kloster Säben

Alim († 800) ist im 8. Jahrhundert als Bischof von Säben nachgewiesen. Seine Abstammung ist nicht bekannt, eine iro-schottische oder angelsächsische Herkunft wird vermutet (eventuell im Gefolge von Bonifatius), ist aber nicht sicher nachweisbar. Während seines Episkopats wurde Säben im Jahr 798 von der Kirchenprovinz Aquileia losgetrennt und dem baierischen Erzbistum Salzburg unterstellt.
Alim erscheint mehrmals als Urkundenzeuge im Umkreis von Tassilo III., so 769 bei der Gründung von Stift Innichen (campo Gelau) oder 770 als Teilnehmer an der Synode von Dingolfing (770). Er ist auch in Freising am 26. September 770 anwesend, als der Priester Oadalger der Freisinger Kirche seine Besitzungen in loco nuncupante Poh und in alium locum ripa Clanis flumina (Glonn) übergibt. Nach dem Herzog Tassilo tritt in der Urkunde Alim als erster der Zeugen noch vor dem Heres episcopi (gemeint ist der beschenkte Arbeo von Freising) und dem Bischof Virgil von Salzburg auf. Die Reihung ist insofern wichtig, da sie auch die Reihenfolge der Weihe zum Bischof ausdrückt; da er vor Virgil genannt wird, der am 15. Juni 749 geweiht wurde, ist seine Investitur als Bischof früher anzusetzen. Eventuell hat Alim 770 auch die Königsmutter Bertrada ein Stück des Weges nach Italien begleitet, wo sie eine Tochter des Königs Desiderius abholte, die sie mit ihrem Sohn Karl vermählte.
Im Jahr 781 schickten Tassilo III., seine Gattin Liutberga und sein Sohn Theodo eine Gesandtschaft unter Leitung von Bischof Alim von Säben sowie den Grafen Megilo und Machelm zu Papst Hadrian I. nach Rom, um die sich abzeichnende Auseinandersetzung zwischen Karl dem Großen und Tassilo III. zu schlichten. Karl der Große erlaubte aber nur Alim von Säben sowie Atto, damals Abt von Schlehdorf, die Weiterreise; die Gesandtschaft konnte letztendlich nichts erreichen. 784 wird Alim im Salzburger Verbrüderungsbuch als erster in der Reihe der lebenden Bischöfe genannt.
In einem im April 798 geschriebenen Brief teilt Papst Leo III. den Bischöfen der provincia Baiovuariorum mit, dass er auf ihre Bitten und im Einverständnis mit Karl dem Großen (cum consensu et voluntate) Arn von Salzburg zum Erzbischof erhoben und ihm ihre Diözesen unterstellt habe; hier wird Alim von Säben (Alim ecclesiæ Sabionensis) als erster Adressat genannt. Auf der unmittelbar hernach, im Jahr 799, unter Arns Vorsitz einberufenen Reisbacher Metropolitansynode wird Alim als Almon Sabonensis episcopus an erster Stelle genannt. Von 800 datieren zwei Briefe Alkuins, Abt von St. Martin in Tours, an Arn von Salzburg, in denen er diesen bittet, caritate patremque nostrum Alimum episcopum (bzw. patrem carissimum Aelim episcopum) zu grüßen. Danach verlieren sich die Erwähnungen Alims.